# 瓊斯峰
瓊斯峰（英語：Jones Peak），是南極洲的山峰，位於杜費克海岸，屬於奧拉夫王子山脈的一部分，處於德加納爾冰川源頭，海拔高度3,670米，現時由南極條約體系管理。